# هارمبو
هارمبو (به لاتین: Harembo) یک زیستگاه انسانی در اتحاد قمر است که در آنژوان واقع شده‌است.

## خصوصیات
هارمبو  ۱٬۸۵۹ نفر جمعیت دارد.